# Pièce de 5 cents de dollar canadien
Ne doit pas être confondu avec Pièce de 5 cents de dollar américain.
Au Canada, un cinq cents, aussi appelé cinq sous et nickel, est une pièce de monnaie qui représente 5⁄100 (5 centièmes) d'un dollar.